# Tarantella montemaranese

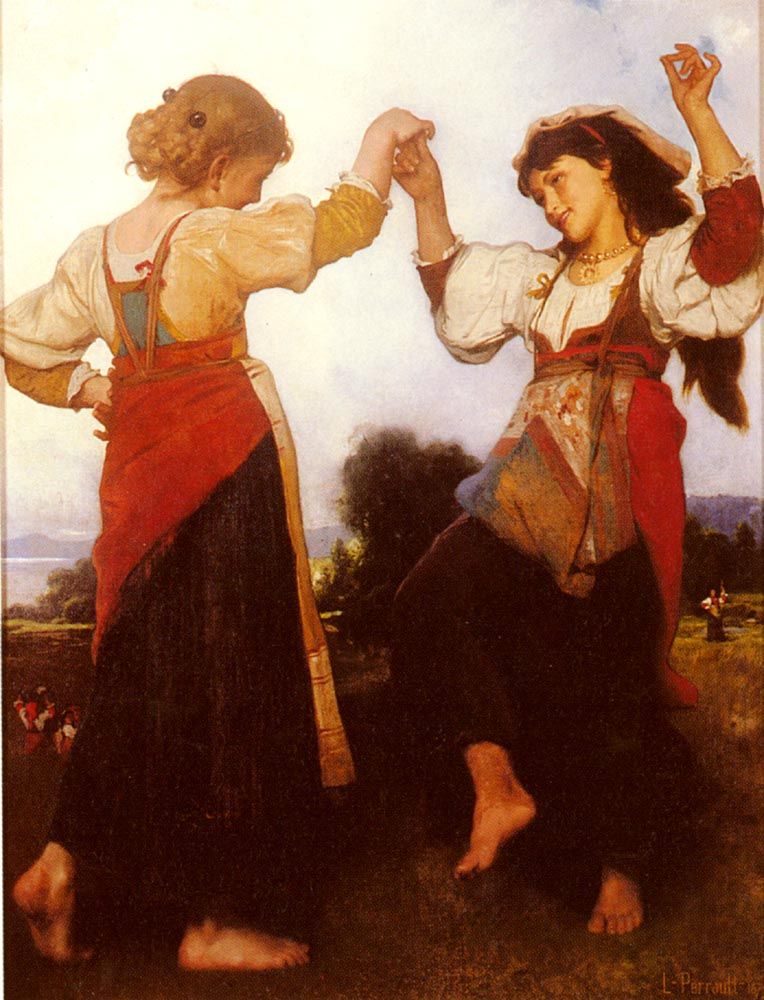
Léon Perrault, La Tarantella

La tarantella montemaranese, meglio conosciuta come zeza, è la tarantella  caratteristica di Montemarano in provincia di Avellino.
Originariamente eseguita con una ciaramella, un tamburello, le castagnette, in dialetto castagnole, e una voce maschile, oggi può essere realizzata con clarinetto, canto e controcanto; fisarmonica, armonia/ritmo, canto e controcanto; tamburello, ritmo.
Le combinazioni delle tre componenti - melodia, armonia, ritmo - non sono rigide, ma neanche completamente intercambiabili. Sono soggette a elaborazioni improvvisate e, in ogni caso, funzionali al comportamento dei ballerini.
L'uso del clarinetto le ha valso il soprannome di tarantella jazz, un genere musicale cui rimanda anche la caratteristica generale dell'improvvisazione che si ritrova in tutte le tarantelle, come anche nella pizzica e nella tammuriata.

## Il carnevale e la tarantella
La montemaranese è una tarantella processionaria che viene ballata durante il carnevale da tutti gli abitanti del paese, al seguito di piccole orchestre di clarinetti, flauti, fisarmoniche e tamburi a cornice, che percorrono ripetutamente il corso di Montemarano. Il ritmo di questa danza nel corso della sfilata diviene sempre più sostenuto.
In tale occasione diversi gruppi di danza si organizzano per sfilare in una sorta di competizione sancita, il sabato di carnevale, dal lancio di un guanto di sfida. Ogni gruppo è coordinato dal proprio caporabballo, il personaggio più rappresentativo di tutta la manifestazione, un pulcinella che con il suo caratteristico costume bianco e rosso, l'alto cappello, il bastone simbolo di autorità, dispensa ordini ai figuranti, fa spazio tra la folla, distribuisce confetti al pubblico. Alcuni gruppi sfilano con alla testa un carro allegorico.
L'origine pagana del carnevale montemaranese fu ripresa e divulgata nel XVII secolo dal poeta e scrittore napoletano, Giambattista Basile, che fu signore e governatore di Montemarano. Varie sono le teorie concernenti il manifestarsi della musica e del ballo legati alla festa. La più avvalorata vuole che un gruppo di Bulgari nel contesto dell'avvicendarsi delle tante dominazioni straniere (Goti, Visigoti, Longobardi, ecc.) abbia portato le prime note poi rielaborate dai montemaranesi.
Il carnevale ha inizio con la ricorrenza di Sant'Antonio Abate, il 17 gennaio e ha termine la domenica successiva alle Ceneri, dopo un festeggiamento di tre giorni, con Carnevale morto, allorquando, avvenuto il commiato funebre-ironico da Carnevale e la lettura del suo grottesco testamento, ci si lancia in un'ultima danza sfrenata fino alla rottura, a tarda notte, della Pignata, dalla quale fuoriescono biscotti e dolciumi, che simbolicamente rappresentano un buon auspicio per la primavera che si approssima.

## Il museo etno-musicale
Il Museo Etnomusicale Celestino Coscia e Antonio Bocchino, dedicato a due artisti montemaranesi, è stato inaugurato il 21 febbraio 2004 in occasione del Carnevale. Primo del suo genere in Irpinia, il museo dal maggio 2004 è diventato comunale così da per poter accedere a finanziamenti pubblici.